# Gantoise hockey, tennis en padel club
La Gantoise is een Belgische hockey-, tennis- en padelclub uit Gent. 

## Geschiedenis
De club is in 1914 ontstaan uit de in 1864 gelijknamige atletiekclub. De herenafdeling van de hockeyclub werd eenmaal landskampioen in het veldhockey, de dames driemaal. 
De club is gevestigd aan de Noorderlaan te Gent en heeft de beschikking over twee en halve kunstgrasvelden met veldverlichting.